# Allopauropus ribauti
Allopauropus ribauti är en mångfotingart som beskrevs av Paul Auguste Remy 1937. Allopauropus ribauti ingår i släktet småfåfotingar, och familjen fåfotingar. Inga underarter finns listade i Catalogue of Life.